# Nilradical
En algèbre, le nilradical d'un anneau commutatif est un idéal particulier de cet anneau.

## Définition
Soit A un anneau commutatif. Le nilradical de A est l'ensemble des éléments nilpotents de A.
En d'autres termes, c'est l'idéal radical de l'idéal réduit à 0.

## Propriétés
En notant Nil(A) le nilradical de A, on a les énoncés suivants :
1. Nil(A) est un idéal ;
2. l'anneau quotient A/Nil(A) est réduit, c'est-à-dire qu'il n'a pas d'éléments nilpotents hormis 0 ;
3. Nil(A) est inclus dans chaque idéal premier de A ;
4. si s est un élément de A qui n'appartient pas à Nil(A), alors il existe un idéal premier auquel s n'appartient pas ;
5. si A n'est pas l'anneau nul, Nil(A) est l'intersection de tous les idéaux premiers de A[1] et même, de tous ses idéaux premiers minimaux (en)[2].

Les preuves des points 4 et 5 reposent sur l'axiome du choix.
Démonstrations :
1. Le point méritant justification est la preuve de la stabilité par addition. Soit x et y deux nilpotents, et m, n deux entiers strictement positifs tels que xm = yn = 0. Dans le développement de l'expression (x+y)m+n-1 par la formule du binôme de Newton, chaque terme est alors nul, donc aussi (x+y)m+n-1 = 0 ;
2. Soit x un nilpotent de A/Nil(A), projection sur ce quotient d'un x de A, et soit m un entier tel que (x)m = 0.
Par définition d'un anneau quotient, xm est donc nilpotent, donc x aussi, donc x = 0 dans l'anneau quotient ;
3. Soit x nilpotent, et m tel que xm = 0. En d'autres termes, le produit x.x…x (avec m facteurs tous égaux à x) est nul. Il est donc élément de P. Par définition d'un idéal premier, l'un des facteurs de ce produit doit être dans P, donc x appartient à P ;
4. Soit s ∉ Nil(A), c'est-à-dire s non nilpotent. On note E l'ensemble des idéaux de A qui ne contiennent aucune puissance de s.
L'inclusion est un ordre inductif sur E (il est ici important de remarquer que E n'est pas vide car il contient l'idéal réduit à 0 – c'est là qu'on utilise la non-nilpotence de s). D'après le lemme de Zorn, E admet donc un élément maximal. Notons P un tel idéal maximal. On remarque que comme P ne contient aucune puissance de s, P est une partie stricte de A.
Montrons que P est premier. Soient x et y n'appartenant pas à P, il s'agit de prouver que le produit xy n'appartient pas non plus à P.
Comme x n'est pas dans P, l'idéal P + Ax contient strictement P, donc vu la maximalité de P au sein de E, P + Ax ne peut être élément de E – en d'autres termes, il contient une puissance de s. Il existe donc un p ∈ P, un a ∈ A et un k entier positif tels que :sk = p+ax.De même, il existe q ∈ P, b ∈ A et l entier positif tels que :sl = q+by.On a alors :sk+l = (p+ax)(q+by) = pq + (ax)q + (by)p + (ab)(xy).Or sk+l n'appartient pas à P (car P est un élément de E), tandis que pq + (ax)q + (by)p est dans P (parce que p et q y sont). Donc xy n'appartient pas à P.
Donc P est un idéal premier ;
5. La première des deux assertions est la synthèse des points 3 et 4. La seconde s'en déduit en utilisant à nouveau le lemme de Zorn.